# 加州萬里
加州萬里（英語：California Memory，來港前稱Portus Blendium），是一匹曾在西班牙、法國和香港出賽的已退役賽駒，練馬師是告東尼，為2012/2013馬季最佳長途馬及2014/2015馬季終身成就獎得主。競賽生涯中兩勝國際一級賽。

## 競賽生涯

### 法國
Portus Blendium於兩歲於西班牙首次出賽。取得兩場第二後運回法國，之後在2008年8月31日取得首場勝利。在2009年4月9日及5月5日取得兩連勝出。角逐表列賽馬湛錦標，於這場賽事期間加州萬里遙遙落後給勇騎兵以及天鷹翱翔兩匹分級賽冠軍後，之後獲香港馬主梁挺生賞識，購入此駒，再於8月多維爾舉行的一級表列賽期間跑第三後，運回香港。

### 香港

#### 2009-2010馬季
運回香港後進行閹割手術，但由於法國賽馬會未有通報馬匹已閹割，此為馬兒第二次閹割。在2010年2月16日於香港首次出賽，角逐二級賽香港打吡預賽，馬匹採取領前優勢，但直路乏力，只能以第十一名完成。加州萬里在3月31日角逐跑馬地2班1650米賽事，但是脾氣過大，在進閘的時候受傷，被著令退出賽事。加州萬里直到7月4日復出，但是在起步點前被獸醫發現舌頭割傷，獸醫認為牠不適宜作賽。

#### 2010-2011馬季
加州萬里於10月10日復出，被視為99倍大冷門的牠，採取前領策略，於直路未完前力弱，最終以第四名完成。接著在10月24日角逐2班1400米賽事，馬匹起步緩慢，接著漸漸加速，於終點前取得領先勝出。兩星期後角逐一班賽樂聲盃，獲輕磅優勢的牠，在終點前壓過雅雪取勝。之後表現稍稍下滑，在其士盃跑第八，再於12月12日的二班1600米賽事跑第四而回。1月1日的第一班1600米賽事中，面對軍事攻略的挑戰仍然毫無懼色，結果以半個馬位險勝而回。然後參戰賀年盃，結果面對當時大勇的新力勁，以第三名完成，此賽為馬主梁挺生病逝後，馬匹首次披上接任馬主梁欽聖的綵衣出賽。
在2月27日被安排角逐香港金盃，在排12檔以及在香港首次角逐2000米賽事成為了冷門，在賽事中仍需要克服外檔不利因素，不過在直路衝刺強勁，一口氣超越所有參戰馬，以1-1/4個馬位勝出賽事。最後400米更造出21.63佳速，更為蔡明紹勝出首場香港一級賽。告東尼之後讓牠休息，以兩課試閘代替正式賽事，並在5月1日的愛彼錶女皇盃上陣，在11檔起步的牠，留在後方，在直路選擇在內欄殺上，找到位置後，未能追上雄心威龍跑第二而回。
接著與另一匹香港馬魔法幻影參與新加坡舉行的新加坡航空國際盃，新加坡的賠率是大熱門，在擋到大外檔起步的後，起步一直未能貼欄，蔡明紹與馬匹角力惟馬兒口勁極強，缺乏大賽經驗的蔡明紹失策下在首個彎位後放棄力留改為領放。儘管賽事步速緩慢，但因早段人馬角力導致乏力而回，只能以一席失望第八名完成。賽後加州萬里與部份海外賽駒發現傳染病，被新加坡賽馬公會要求隔離，相隔一星期後再檢驗呈陰性反應，加州萬里回到香港。

#### 2011-12年馬季
在加州萬里復出前，一度爆出馬主與蔡明紹之間信任危機，幸好在賽事前馬主恢復對蔡明紹的信心。在二級賽沙田錦標雖然認為路程嫌短，但賽事中回復了在以往後上的跑法，在終點前將軍事攻略及自由好超越，勝出了賽事。接著在二級賽馬會盃中，被捧成不到兩倍的大熱門，但遇上了意外，首先是在直路被段在愜意小開之後被困，找到空位後被後上的自由好影響，再被迫留在滿綵及魔法幻影之後，結果只能跑一席第四。賽後馬主要求在香港盃更換騎師，但告東尼仍堅持在香港盃用蔡明紹，在賽日視為第三熱門，遇上慢步速跟前，守在第三、四位，在直路一度在前衛先鋒及滿綵未能找位，幸好前衛先鋒外閃，讓牠有足夠空間發力，結果力抗魔法幻影，勝出首場國際一級賽，同時使蔡明紹成為首位香港賽馬會訓練並在港勝出國際一級賽的騎師。（黎海榮則於2010年憑極奇妙勝出日本短途馬錦標，成為首位勝出國際一級賽的香港騎師）
2012年1月29日出戰董事盃，沿用香港金盃時的後上方式，可惜被逼往外疊發力，加上此程嫌短，結果只能取得季軍。四星期後的香港金盃，在直路走出比預期更外的位置，結果在終點前反被軍事攻略超越，以第三名完成。3月24日出發前往阿聯猶杜拜角逐杜拜免稅店盃，但是在轉入直路前被急速墮退的前領馬干擾，只能跟隨主馬群過終點，以第12名完成賽事，告東尼表示馬匹似乎有點問題。2012年4月29日出爭女皇盃，儘管宿敵雄心威龍缺陣，但仍被看淡。結果以21.84的末段殺入一席第五，負於頭馬統治地位近五個馬位，告東尼仍然認為較杜拜一役有所進步。加州萬里在2012年繼續參戰新加坡國際航空盃，但鞍上人換上高雅志，告東尼表示他會在本地賽事繼續用蔡明紹，但希望在海外大賽用上經驗更豐富的騎師策騎。雖然有高雅志幫助，但因早段搶口，又被鬥牛城逼入貼欄的不利場地，加上不擅遠征，結果只能以令人失望的第七名完成賽事。賽後被驗出不良於行。

#### 2012-13年馬季
加州萬里在沙田錦標追近一席接近第五，在最後400米造出全場最快未段。加州萬里第二仗出戰馬會盃，沿途殿後至入直路始於中檔發力，雖然一度被智多飛及金秋雙鬼拍門，但鞍上人蔡明紹保持催策，最後成功突圍並於終點前以短馬頭位擒下魔法幻影及續領風騷，以蹄速2:01.51復仇成功取得馬會盃。到浪琴表香港盃再次抽到1檔，主要對手天鷹翱翔因傷退出，遂而成為大熱門，加州萬里以極佳反應出閘，沿途跟前守續領風騷後包廂位，至入直路趁馬群散開突圍，只需兩鞭便以22.44的末段力拒早發來犯，成為史上首匹衝冕香港盃之馬匹，蹄速2:03.09。賽後告東尼在《賽後你點睇》節目中感謝獸醫將馬匹遠征新加坡後完全治癒。之後加州萬里揮軍直指三冠大賽，於首關董事盃中，被14檔所限只能於宿敵雄心威龍外望空競跑，至直路後上不及負於精彩日子及花月春風得第三。賀歲賽馬日前夕，告東尼向傳媒表示有意遠征日本安田紀念賽，但要視乎香港金盃的表現再作定奪。到香港金盃，加州萬里奪得最佳外觀馬匹獎，起步後一如既往留後，但直路上被魔法幻影及續領風騷圍困從未望空至過終點，以第十名大敗。及後加州萬里被驗出心律不正常。
經過兩個月的調整，加州萬里決定出戰女皇盃，並於抽籤儀式中抽得兩戰兩勝香港盃的一檔，不過由於上賽賽後心律不正常加上試閘表現差劣連續兩年於此賽成為半冷門，照以往在一檔跑法，跟在前列，於直路彎轉入二疊並跟隨主馬群上前，轉入直路後，跟隨軍事出擊進佔第二，但最後250米處嚴重失去平衡並急速向外斜跑，影響了雄心威龍，期後修正並保持走勢。最後一步力抗後上的榮進閃耀保住一席亞軍，賽後研訊中，競賽小組一度研訊處理加州萬里第二名資格一事，最後賽果維持不變，然而蔡明紹則因此事被罰停賽三個賽馬日並需以港幣八萬元代替罰停賽多兩個賽馬日。5月26日，棄爭安田紀念賽的加州萬里配上停賽復出的蔡明紹角逐三冠大賽尾關賽事渣打冠軍暨遮打盃（香港一級賽2400米）。在直路上從內檔趕上並追過大熱門馬多名利，此時廐侶威利加數越過多名利直追加州萬里，最後加州萬里輕鬆地以1-1/4馬位擊敗威利加數，生涯首次競逐2400米賽事就以2分26秒46佳速獲得冠軍，為遮打盃轉跑此程後的第三快時間。此外，繼翠河（1991-1992年馬季）和計得精彩（2002-2003年馬季）後，加州萬里成為第三匹在季內贏取香港盃及香港冠軍暨遮打盃的賽駒。賽後告東尼接受訪問，指考慮到加州萬里過往遠征表現均未如理想，且馬兒傷患累累，下季將專心留港作賽，不會再遠征。季末冠軍人馬獎，加州萬里獲得最佳中距離馬及最佳長途馬提名並自動獲得香港馬王的提名。最終，加州萬里僅能獲得最佳長途馬獎項，而於香港金盃及女皇盃的敗仗則使其把最佳中距離馬獎拱手相讓給軍事出擊。

#### 2013-14年馬季
加州萬里如常以沙田錦標作季內的第一仗，加州萬里在該仗留守在較後位置，並加上狀態不足之下，只能取得第4名，敗於大運財蹄下。但該仗表現實不失禮，比馬王軍事出擊及打吡冠軍事事為王取得更佳的名次。之後，加州萬里出戰浪琴表馬會盃，爭取衛冕同時亦務求進一步提升狀態。賽事於極快步速下進行，加州萬里末段移至外疊衝刺，最終以2:00.91的時間跑獲第四名。可惜，賽後翌日加州萬里被發現右前腿因舊患復發而不良於行，所需康復時間更長達半年，使其無緣三度雄霸香港盃。告東尼表示，康復進度理想的話，馬兒將以衛冕遮打盃為目標，否則就會考慮退役。此亦為繼雄心威龍及威利加數後，第三匹因傷無緣國際賽的港隊佳駟。加州萬里於3月6日返回馬房，翌日開始進行游水的輕鬆操練。練馬師告東尼表示馬兒將出戰冠軍一哩賽作熱身，再出戰遮打盃打衛冕戰。
5月4日，加州萬里出戰冠軍一哩賽。場地掛牌為好地，事實上接近馬兒不太擅長的好至黏地。如果，馬兒在跟隨快步速進入直路後僅交出短暫衝刺，以第十一名完成。賽後馬兒按計畫報爭遮打盃。
5月21日，蔡明紹策騎喜發龍墮馬，送院後並無大礙。雖然騎者堅持排位策騎，但最終未能通過醫生證明，結果未能上陣，是由韋達替代。賽事中加州萬里守在將男後一至兩個馬位。結果只能追過格哥兒而不敵將男及信利多跑獲一席第三。於季終馬匹評分檢討中，加州萬里獲減2分至122分。調整幅度與同受傷患困擾的宿敵雄心威龍相同。

#### 2014-15年馬季
季初時，加州萬里健康好轉，操練從未間斷。有見及此，練馬師告東尼安排馬兒於新設的慶典盃（1400米香港三級賽）復出。賽事中馬兒出閘順利，隨即拖後留守尾列位置。至直路選擇取道中內檔卻無路可上。儘管如此，馬兒仍交出良好衝刺，跑入一席接近的第七。加州萬里隨後於10月26日角逐沙田錦標，屆時將面對包括威爾頓、軍事出擊及宿敵雄心威龍於內的三匹香港馬王、最佳一哩馬大運財、以及廐侶兼兩冠馬將男，但沿途留後，以第十名過終點。
11月23日，加州萬里角逐馬會盃，沿途居中競跑，末段維持走勢，以第四名過終點。隨後角逐香港盃，沿途留後競跑，以第八名過終點。2月7日，加州萬里換上巫斯義出戰百週年紀念銀瓶，沿途留後競跑，結果以第七名過終點，3月1日，加州萬里角逐香港金盃，回配蔡明紹，沿途留後競跑，但到了直路才開始以勁勢衝刺，結果以第五名過終點。3月29日，加州萬里換上薛寶力角逐精英碟，沿途居中競跑，末段力弱，以第九名過終點。即使如此，加州萬里其後仍獲選角逐愛彼女皇盃，並交由田泰安策騎，但沿途包尾，末段以第九名過終點。
5月9日，加州萬里出戰皇太后紀念盃，並重新交由薛寶力執韁。賽前突然有傾盆大雨，使場地變軟同時加重馬兒負磅。加州萬里起步後留居包尾位置，跑到1200米時已開始受催策，轉彎不久更被收停，薛寶力說坐騎動作失去平衡，而且不願展步，最好的做法是讓座騎不再參與競逐。賽後加州萬里是由馬伕帶回，其後獸醫發現馬兒第二次心律不正常。賽後數天馬主表示將入紙申請此駒退役，退役後會運至澳洲Living Legends牧場，與精英大師及牛精福星兩匹同出自告東尼的馬王級佳駟為伴，頤養天年。

2015年5月27日，加州萬里正式宣告光榮退役，並於6月14日在沙田馬場舉行告別儀式。其後於冠軍人馬獎，該駒與雄心威龍一同獲頒終身成就獎。

## 詳細賽績
| 日期       | 馬場       | 距離   | 級別 | 賽事名稱            | 負重（磅） | 騎師        | 名次/出馬 | 時間      | 與頭馬距離 | 冠軍（亞軍） |
| ---------- | ---------- | ------ | ---- | ------------------- | ---------- | ----------- | --------- | --------- | ---------- | ------------ |
| 20/7/2008  | 聖錫巴斯廷 | 草1300 |      | 兩歲處女馬賽        | 121        | P Sogorb    | 2/12      | 1:23.01   | 馬頭       | El Chulapo   |
| 10/8/2008  | 聖錫巴斯廷 | 草1400 |      | 兩歲馬條件讓磅賽    | 123        | F X Bertras | 2/8       | 1:27.80   | 1          | Aiboa        |
| 31/8/2008  | 達克斯     | 草1500 |      | 兩歲馬D班條件讓磅賽 | 125        | P Sogorb    | 1/5       | 1:26.4    | 3/4        | Born Lucky   |
| 24/3/2009  | 高濱       | 草1600 |      | 三歲馬D班條件讓磅賽 | 118        | G Masure    | 2/8       | 1:43.49   | 馬頸       | Baan Rim Pa  |
| 9/4/2009   | 南特       | 草1600 |      | 三歲馬D班條件讓磅賽 | 123        | G Masure    | 1/7       | 1:39.76   | 4          | Wangokaye    |
| 5/5/2009   | 尚蒂伊     | 草1600 |      | 三歲馬B班條件讓磅賽 | 122        | G Masure    | 1/6       | 1:38.9    | 3/4        | Russiana     |
| 3/6/2009   | 聖格盧     | 草2000 | L    | 馬湛錦標            | 123        | 巫斯義      | 3/7       | 2:08.8    | 6          | 勇騎兵       |
| 5/8/2009   | 多維爾     | 草1600 | L    | Tourgeville錦標     | 123        | 蘇銘倫      | 3/8       | 1:40.3    | 3-1/2      | 榮譽泉源     |
| 16/2/2010  | 沙田       | 草1800 | HKG2 | 香港打吡預賽        | 126        | 蔡明紹      | 11/13     | 1:50.18   | 12-1/2     | 至勇威龍     |
| 10/10/2010 | 沙田       | 草1400 |      | 第二班讓賽          | 114        | 蔡明紹      | 4/14      | 1:22.90   | 1-1/4      | 福智         |
| 24/10/2010 | 沙田       | 草1400 |      | 第二班讓賽          | 117        | 蔡明紹      | 1/14      | 1:22.43   | 1-1/2      | （貝利高）   |
| 6/11/2010  | 沙田       | 草1400 |      | 樂聲盃（1班）       | 111        | 蔡明紹      | 1/14      | 1:22.26   | 頸位       | （雅雪）     |
| 28/11/2010 | 沙田       | 草1400 |      | 其士盃（1班）       | 119        | 蔡明紹      | 8/13      | 1:22.26   | 2-1/4      | 高點         |
| 12/12/2010 | 沙田       | 草1600 |      | 第二班讓賽          | 131        | 蔡明紹      | 4/14      | 1:35.66   | 1-1/4      | 川河勁駒     |
| 1/1/2011   | 沙田       | 草1600 |      | 第一班讓賽          | 128        | 蔡明紹      | 1/13      | 1:35.98   | 1/2        | （軍事攻略） |
| 5/2/2011   | 沙田       | 草1400 |      | 賀年盃（1班）       | 123        | 蔡明紹      | 3/14      | 1:21.49   | 3/4        | 新力勁       |
| 27/2/2011  | 沙田       | 草2000 | HKG1 | 花旗銀行香港金盃    | 126        | 蔡明紹      | 1/11      | 2:01.63   | 1-1/4      | （至勇威龍） |
| 1/5/2011   | 沙田       | 草2000 | G1   | 愛彼女皇盃          | 126        | 蔡明紹      | 2/14      | 2:02.38   | 3/4        | 雄心威龍     |
| 22/5/2011  | 克蘭芝     | 草2000 | G1   | 新航國際盃          | 57公斤     | 蔡明紹      | 8/12      | 2:04.68   | 4-1/2      | 西國浪人     |
| 30/10/2011 | 沙田       | 草1600 | HKG2 | 沙田錦標            | 130        | 蔡明紹      | 1/14      | 1:34.75   | 頸位       | （軍事攻略） |
| 20/11/2011 | 沙田       | 草2000 | G2   | 國泰航空馬會盃      | 123        | 蔡明紹      | 4/12      | 2:01.82   | 1-1/4      | 自由好       |
| 11/12/2011 | 沙田       | 草2000 | G1   | 國泰航空香港盃      | 126        | 蔡明紹      | 1/10      | 2:04.57   | 1-         | （魔法幻影） |
| 29/1/2012  | 沙田       | 草1600 | HKG1 | 董事盃              | 126        | 蔡明紹      | 3/14      | 1:35.21   | 2          | 雄心威龍     |
| 26/2/2012  | 沙田       | 草2000 | HKG1 | 花旗銀行香港金盃    | 126        | 蔡明紹      | 3/10      | 2:03.10   | 1-1/2      | 雄心威龍     |
| 31/3/2012  | 美丹       | 草1800 | G1   | 杜拜免稅店盃        | 57公斤     | 蔡明紹      | 12/15     | (1:48.65) | 13         | 都市風光     |
| 29/04/2012 | 沙田       | 草2000 | G1   | 愛彼女皇盃          | 126        | 蔡明紹      | 5/13      | 2:03.17   | 5          | 統治地位     |
| 20/05/2012 | 克蘭芝     | 草2000 | G1   | 新航國際盃          | 57公斤     | 高雅志      | 7/11      | 2:05.67   | 7-1/4      | 鬥牛城       |
| 28/10/2012 | 沙田       | 草1600 | HKG2 | 東方表行沙田錦標    | 130        | 蔡明紹      | 5/14      | 1:33.98   | 2-1/2      | 雄心威龍     |
| 18/11/2012 | 沙田       | 草2000 | G2   | 浪琴表馬會盃        | 128        | 蔡明紹      | 1/12      | 2:01.51   | 短馬頭     | （魔法幻影） |
| 09/12/2012 | 沙田       | 草2000 | G1   | 浪琴表香港盃        | 126        | 蔡明紹      | 1/11      | 2:03.09   | 1          | （早發）     |
| 20/01/2013 | 沙田       | 草1600 | HKG1 | 董事盃              | 126        | 蔡明紹      | 3/14      | 1:34.00   | 1-1/2      | 精彩日子     |
| 24/2/2013  | 沙田       | 草2000 | HKG1 | 香港金盃            | 126        | 蔡明紹      | 10/11     | 2:03.96   | 6          | 軍事出擊     |
| 28/4/2013  | 沙田       | 草2000 | G1   | 愛彼女皇盃          | 126        | 蔡明紹      | 2/14      | 2.02.42   | 1-3/4      | 軍事出擊     |
| 26/5/2013  | 沙田       | 草2400 | HKG1 | 渣打冠軍暨遮打盃    | 126        | 蔡明紹      | 1/10      | 2:26.46   | 1-1/4      | （威利加數） |

## 血統背景
父系Highest Honor是1983年出生的法國馬匹，競賽生涯曾勝出伊斯巴翰錦標等賽事，配種後取得相當成功，曾三度成為法國冠軍種馬。母系Kalpita生於美國，在法國出賽五次取得一場勝利，加州萬里是牠的第二胎。外祖父Spinning World曾勝出愛爾蘭二千堅尼、傑克莫華大賽、育馬者盃一哩大賽等賽事，在美國及澳洲進行配種。母線家族包括了Bosra Sham以及Hector Protector兩匹一級賽冠軍。

## 外部連結
- 香港賽馬會（页面存档备份，存于）
- 血統表（页面存档备份，存于）